# Thinobius alaskanus
Thinobius alaskanus är en skalbaggsart som först beskrevs av Henry Clinton Fall 1926.  Thinobius alaskanus ingår i släktet Thinobius och familjen kortvingar. Inga underarter finns listade i Catalogue of Life.